# Mord am See
Mord am See ist ein schwedischer Kriminalfilm aus dem Jahr 1999. Das Drehbuch stammt von Hans Iveberg, der auch die Produktion leitete.

## Handlung
Die Immobilienmaklerin Lisa Berg reist in ihr schwedisches Heimatdorf, um den Nachlass ihres verschollenen Vaters zu regeln. Gleichzeitig stellt sie Nachforschungen zu den Umständen seines Verschwindens an. Sie soll die Sache auf sich beruhen lassen, rät man ihr von verschiedenen Seiten. Ihr Vater Ernst war unbeliebt im Dorf. Mehrere Anzeigen gegen ihn liegen vor. Bei einer hartnäckigen Befragung kann sie Ernsts Bruder Sven die Geschichte seines Verschwindens entlocken. In geselliger Runde in der Blockhütte am See kam es zum Streit. Im Zuge der sich anschließenden Prügelei hackte einer der Männer (Lasse) dem Ernst den Fuß ab. Zu dritt machten sie sich daran, das inzwischen bewusstlose, verhasste Opfer im See zu versenken. Ein langer Pfahl in die Brust gerammt sollte das Auftauchen verhindern.

## Kritik
„Stereotyper Horrorfilm mit glaubwürdigen Charakteren, die allerdings chancenlos gegen die spannungsarme Story anspielen.“

## Drehort
Gedreht wurde der Thriller in der südschwedischen Gemeinde Uddevalla und im nördlich davon gelegenen Teil der Provinz Bohuslän.

## Auszeichnung
Regina Lund wurde im Jahr 2000 für ihre Rolle mit einer Guldbagge als Beste Hauptdarstellerin ausgezeichnet.